# Passiflora aurantia
Passiflora aurantia (sin.: Blephistelma aurantia) je biljka (lijana) iz porodice Passifloraceae. Raste na Novoj Kaledoniji i Australiji.

## Sinonimi
Sinonimi su:
1. Blephistelma aurantia (G.Forst.) Raf.
2. Murucuia aurantia (G. Forst.) Pers.